# 이세사키시
이세사키시(일본어: 伊勢崎市)는 일본 군마현 남부에 있는 시이다. 2005년 1월 1일에 행해진 2정 1촌과의 합병으로 인구가 20만 명을 돌파해 2007년 4월 1일에 동쪽으로 인접하는 오타시와 함께 특례시가 되었다.
예로부터 비단 생산이 번성했고 인접하는 기류시와 함께 견직물(이세사키 명선)이 유명하다. 현재는 시의 적극적인 유치로 교외에 광대한 공장이 건설되어 간토 북부의 유수한 공업도시가 되었다. 제조품 출하액은 1조 엔을 넘어 오타시에 이어 현내 2위이다.
최근 교외형 점포의 진출이 두드러지고 특히 이세사키 오토 레이스장 부근의 발전이 눈에 띄는 한편 중심 시가지의 공동화가 진행되고 있다. 도부 철도의 주력 노선으로 대동맥 노선인 도부 이세사키선의 기종점이다. 인구 증가율이 현내에서 높은 편에 속하고 동쪽으로 인접하는 오타시와 경쟁하고 있다.

## 역사
- 센고쿠 시대 무렵에는 아카이시로 불렸다.
- 1889년 4월 1일 - 시정촌제 시행으로 사이군에 이세사키정이 성립하였다.
- 1889년 11월 20일 - 료모 철도(현 료모선)의 기류~마에바시 구간이 개통하였고 이세사키역, 구니사다역이 개설되었다.
- 1896년 4월 1일 - 사이군, 나와군이 합병해 사와군이 성립하였다.
- 1910년 3월 27일 - 도부 이세사키선의 오타~신이세사키 구간이 개통하였다. 신이세사키역, 고시역, 사카이마치역이 개설되었다.
- 1910년 7월 13일 - 도부 이세사키선이 이세사키역까지 연장되었다.
- 1940년 9월 13일 - 사와군 이세사키정, 우에하스촌, 모로촌이 합병하면서 시로 승격해 이세사키시가 되었다.
- 2001년 3월 31일 - 기타칸토 자동차도의 다카사키 JCT ~ 이세사키 IC 구간이 개통하였다.
- 2005년 1월 1일 - 이세사키시와 사와군 사카이정, 히가시촌, 아카보리정이 합병해 새로운 이세사키시를 신설했다.
- 2007년 4월 1일 - 특례시가 되었다.

## 지리
중심부에서 마에바시시까지는 약 15km, 도쿄 도심까지는 약 95km 거리에 있다. 간토평야 북서부에 위치하며 시 남부를 흐르는 도네강을 사이로 사이타마현과 접한다. 군마현 내에서 인구 증가가 빠른 도시이다.

### 인접한 지자체
- 군마현
  - 마에바시시
  - 기류시
  - 오타시
  - 미도리시
  - 사와군 다마무라정

- 사이타마현
  - 혼조시
  - 후카야시

### 기후
| 이세사키시의 기후                                            | 이세사키시의 기후 | 이세사키시의 기후 | 이세사키시의 기후 | 이세사키시의 기후 | 이세사키시의 기후 | 이세사키시의 기후 | 이세사키시의 기후 | 이세사키시의 기후 | 이세사키시의 기후 | 이세사키시의 기후 | 이세사키시의 기후 | 이세사키시의 기후 | 이세사키시의 기후 |
| 월                                                           | 1월               | 2월               | 3월               | 4월               | 5월               | 6월               | 7월               | 8월               | 9월               | 10월              | 11월              | 12월              | 연간              |
| ------------------------------------------------------------ | ----------------- | ----------------- | ----------------- | ----------------- | ----------------- | ----------------- | ----------------- | ----------------- | ----------------- | ----------------- | ----------------- | ----------------- | ----------------- |
| 역대 최고 기온 °C (°F)                                       | 18.6 (65.5)       | 23.8 (74.8)       | 26.3 (79.3)       | 31.5 (88.7)       | 36.0 (96.8)       | 40.2 (104.4)      | 39.2 (102.6)      | 40.5 (104.9)      | 39.0 (102.2)      | 33.5 (92.3)       | 27.9 (82.2)       | 25.4 (77.7)       | 40.5 (104.9)      |
| 일평균 최고 기온 °C (°F)                                     | 9.4 (48.9)        | 10.4 (50.7)       | 14.0 (57.2)       | 19.6 (67.3)       | 24.9 (76.8)       | 27.6 (81.7)       | 31.2 (88.2)       | 32.5 (90.5)       | 28.2 (82.8)       | 22.3 (72.1)       | 16.8 (62.2)       | 11.8 (53.2)       | 20.7 (69.3)       |
| 일일 평균 기온 °C (°F)                                       | 4.1 (39.4)        | 4.9 (40.8)        | 8.4 (47.1)        | 13.7 (56.7)       | 19.1 (66.4)       | 22.6 (72.7)       | 26.3 (79.3)       | 27.4 (81.3)       | 23.5 (74.3)       | 17.6 (63.7)       | 11.6 (52.9)       | 6.3 (43.3)        | 15.5 (59.8)       |
| 일평균 최저 기온 °C (°F)                                     | −0.6 (30.9)       | 0.0 (32.0)        | 3.1 (37.6)        | 8.2 (46.8)        | 13.9 (57.0)       | 18.5 (65.3)       | 22.4 (72.3)       | 23.5 (74.3)       | 19.8 (67.6)       | 13.6 (56.5)       | 6.8 (44.2)        | 1.5 (34.7)        | 10.9 (51.6)       |
| 역대 최저 기온 °C (°F)                                       | −6.8 (19.8)       | −5.6 (21.9)       | −4.2 (24.4)       | −0.6 (30.9)       | 5.6 (42.1)        | 11.6 (52.9)       | 16.5 (61.7)       | 16.5 (61.7)       | 9.3 (48.7)        | 3.1 (37.6)        | −2.5 (27.5)       | −5.6 (21.9)       | −6.8 (19.8)       |
| 평균 강수량 mm (인치)                                        | 28.8 (1.13)       | 25.3 (1.00)       | 49.8 (1.96)       | 73.5 (2.89)       | 99.3 (3.91)       | 139.9 (5.51)      | 190.4 (7.50)      | 169.9 (6.69)      | 184.4 (7.26)      | 149.7 (5.89)      | 43.0 (1.69)       | 27.1 (1.07)       | 1,176.5 (46.32)   |
| 평균 강수일수 (≥ 1.0 mm)                                     | 2.9               | 3.6               | 6.6               | 7.8               | 9.4               | 11.7              | 14.3              | 10.8              | 11.5              | 8.8               | 5.3               | 3.7               | 96.4              |
| 평균 월간 일조시간                                           | 217.9             | 201.0             | 211.3             | 205.8             | 201.9             | 140.7             | 149.5             | 169.5             | 138.6             | 153.4             | 177.1             | 203.3             | 2,177             |
| 출처: 일본 기상청 (평년값: 1998년~2020년, 극값: 1998년~현재) |                   |                   |                   |                   |                   |                   |                   |                   |                   |                   |                   |                   |                   |

## 교통

### 철도
- 동일본 여객철도 료모선
- 도부 철도 이세사키선

### 도로
- 기타칸토 자동차도
- 국도 제17호선
- 국도 제50호선
- 국도 제354호선
- 국도 제462호선

## 인구
인구는 약 21만 명이다. 인구 증가율은 현내에서 가장 빠른 성장세를 나타내고 있다. 동쪽으로 인접하는 오타시(인구 약 22만명·현하 3위)와 근소한 차이로 팽팽히 맞서고 있어 두 시 모두 인구는 증가하고 있다.
인접한 오타시나 오이즈미마치와 함께 시내에는 페루인과 브라질인이 많이 거주하고 있으며, 2009년 12월 말 기준 약 11,300명으로 전체 인구의 6%를 차지한다. 이 수는 현내 자치단체 중에서는 가장 많으며, 현내 외국인 등록자 수의 약 4분의 1을 차지한다. 현재 페루인 인구는 전국 재일 페루인의 5%인 2,300명이다.
|                                                | |
| 이세사키시의 전국의 연령별 인구 분포（2005년） | 이세사키시의 연령·남녀별 인구 분포（2005년）                                                                              |
| ■자주색 ― 이세사키시 ■녹색 ― 일본전국          | ■파랑색 ― 남자 ■빨간색 ― 여자                                                                                             |
| · 이세사키시（에 해당되는 지역）의 인구추이    | |
| 일본 총무성 통계국 국세조사 결과               | |
|                                                | 이 그래프는 더 이상 지원되지 않는 레거시 그래프 확장 기능을 사용하고 있습니다. 새로운 차트 확장 기능으로 변환해야 합니다. |

## 자매 도시
- 미국 미주리주 스프링필드
- 중화인민공화국 안후이성 마안산시